# Jean Audebert
Pour les articles homonymes, voir Audebert.
Jean Audebert (né le 6 août 1931 à Cenon en Gironde et mort dans cette même ville le 23 décembre 2018) est un joueur de football français, qui évoluait au poste de défenseur.

## Biographie
Jean Audebert réalise l'intégralité de sa carrière professionnelle aux Girondins de Bordeaux. Il dispute avec cette équipe, 15 matchs en Division 1, marquant trois buts, et 145 matchs en Division 2, inscrivant neuf buts.